# Testamente
 For alternative betydninger, se Testamente (flertydig). (Se også artikler, som begynder med Testamente)
Et testamente er et juridisk bindende dokument, hvori er fastsat, hvad en person ønsker der skal ske med hans/hendes ejendele efter han/hun dør.
Der har været anvendt testamenter så længe der har været skriftsprog, og der er bevaret mange testamenter fra tidlige civilisationer.

## Etymologi
Ordet testamente (latin testamentum) er en oversættelse af det græske ord diatheke (διαθήκη) der betyder "pagt" og testamente har også betydningen "vidnesbyrd".

## Terminologi
- Testator er personen der opretter testamentet.
- Testatrix er en kvindelig testator.
- Kodicil er et tillæg til et testamente og undergivet samme regler som testamenter.
- Legatar er en person, der ifølge et testamente skal modtage en bestemt angivet del af et bo inden den egentlige deling mellem arvingerne finder sted.
- Arvelader – den man arver efter.
- Arving – den der arver.
- Testationskompetence – det man kan testere over.

## I individuelle lande

### I Danmark
I Danmark er testamenter reguleret i arveloven. Lovens kapitel 11 hjemler tre forskellige typer for testamente: Notartestamente, vidnetestamente, nødtestamente og indbotestamente.

Notartestamente
Et notartestamente skal underskrives hos en notar på et dommerkontor, mens et vidnetestamente skal overværes af to vidner, jf. arveloven § 63.

Vednetestamente
Et vednetestamente skal dateres og underskrives, mens to uvildige vidner ser på, jf. arveloven § 64.

Nødtestamente
Et nødtestamente har ingen formkrav, men kan til gengæld kun oprettes, når det er testators opfattelse, at det ikke er muligt at oprette testamente af normal vej pga. sygdom eller anden nødsituation. Et nødtestamente er gyldigt i tre måneder, jf. arveloven § 65 stk. 2; testator kan fx lave et nødtestamente på vej i ambulancen til hospitalet.

Indbotestamente
Et indbotestamente skal blot være underskrevet og datomarkeret, men kan til gengæld kun anvendes på "sædvanligt indbo", jf. arveloven § 66.

En arveberettiget kan gøre indsigelse
Hvis en arveberettiget er i tvivl om et testamentes indhold eller gyldighed og ikke vil acceptere den fordeling, som andre arveberettigede ønsker, kan den arveberettigede gøre indsigelse, jf. arveloven § 79 (Godsk Pedersen 2020:299).
Den arveberettigede, der gør indsigelse, kan forlange at få en bobestyrer udpeget, der så vil give et forslag til fordeling og eventuelt forlig. Kan parterne stadig ikke nå til enighed, kan der anlægges sag i Skifteretten.[kilde mangler]

#### Tvangsarv
Arvelader kan selv bestemme, hvordan størstedelen af deres arv skal fordeles med et testamente. Den eneste undtagelse er den såkaldte tvangsarv. Tvangsarven er den del af arven, som skal gå til arveladers livsarvinger, uanset hvad der står i deres testamente. Livsarvinger er bl.a. arveladers ægtefæller og/eller børn.
Særeje
Arvelader har også mulighed for at bestemme, at arvingerne skal modtage deres arv som "særeje". Dermed skal arvingen ikke dele den modtagede arv med sin evt. ægtefælle i tilfælde af skilsmisse. Hvis en arvelader bestemmer særeje, vil dette som udgangspunkt gå forud for en ægtepagt, som arvingen selv måtte have oprettet med sin ægtefælle.
Der findes to særejeformer, som oftest anvendes i testamenter, og som har forskellig omfang:
1) Kombinationssæreje (særeje ved skilsmisse og ved dødsfald - hvis arvingens ægtefælle dør før arvingen)
2) Fuldstændigt særeje (særeje ved skilsmisse og ved dødsfald - uanset hvem der går bort først)